# ArboNed
ArboNed BV (van 2011 tot 2013 bekend als 365) is een arbodienst uit Nederland met het hoofdkantoor in Utrecht. Het bedrijf werd opgericht in 1993. ArboNed is de arbodienst voor het mkb in Nederland en bedient dagelijks 61.500 werkgevers en ruim 600.000 werknemers. ArboNed is onderdeel van HumanTotalCare.

## Geschiedenis

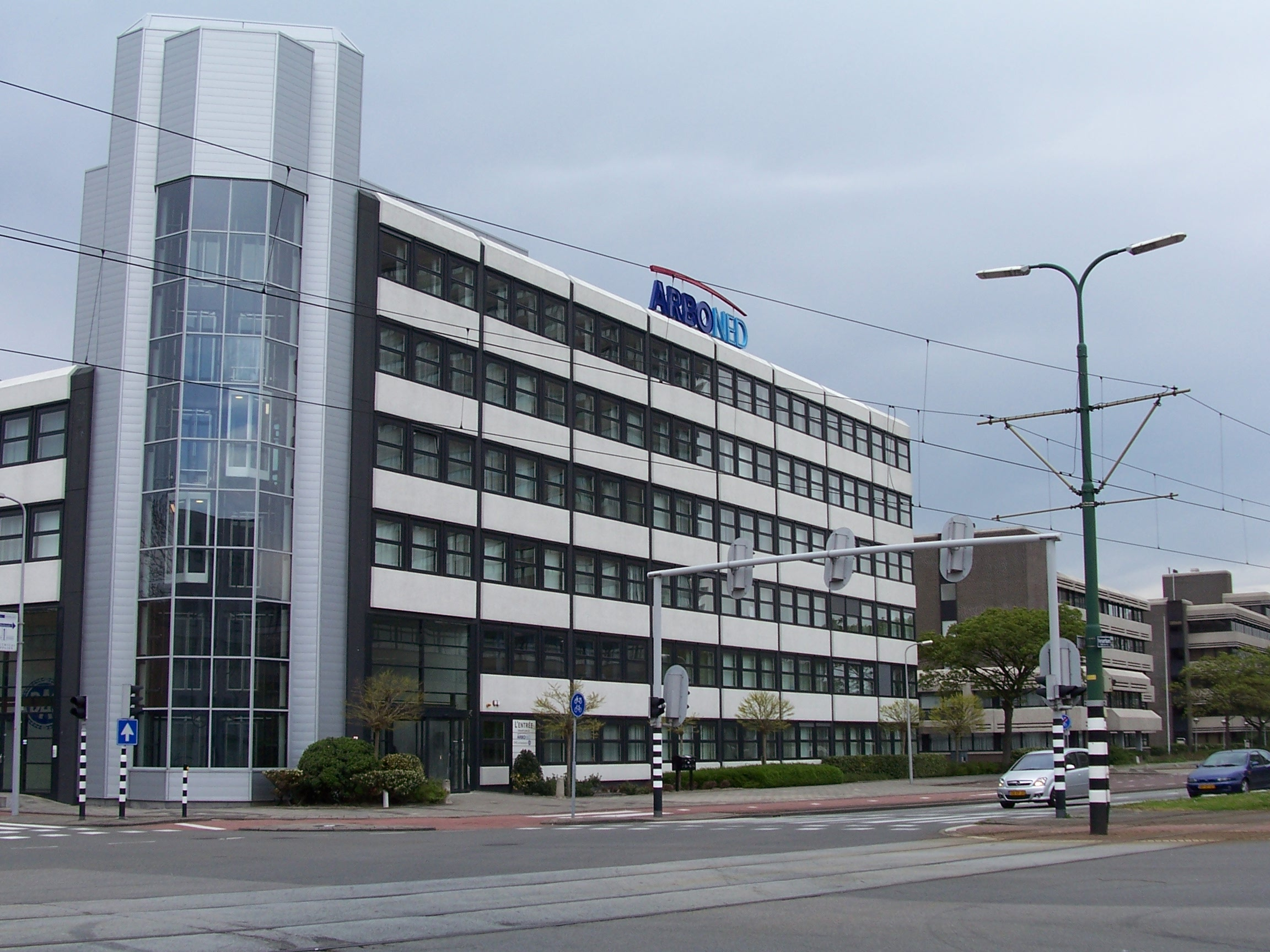
Een kantoor van ArboNed in Rijswijk.

ArboNed is een (arbo)dienstverlener. Tot enkele jaren geleden betekende dat met name dat het werkgevers hielp bij de verzuimbegeleiding en het voldoen aan de Wet verbetering poortwachter. De andere ‘traditionele’ was de meer technische arbo: het advies over de arbeidsomstandigheden op de werkvloer. Dus zaken als de risico-inventarisatie, klimaat en veiligheid. Daarnaast verricht het bedrijf keuringen als die voor het uitvoeren van een beroep/functie bij wet verplicht zijn. En werkgevers waren verplicht zich aan te sluiten en gebruik te maken van een dienstverlening. 
In juli 2005 liberaliseerde de markt officieel. Hierop heeft ArboNed geanticipeerd door meer diensten te ontwikkelen die zich ook richten op de niet (deels) uitgevallen medewerkers, dus steeds meer preventief en gericht op leefstijl.
Onder leiding van ceo Paul Verburgt is, door verkoop van aandelen door Nationale Nederlanden en Fortis ASR, arbodienst ArboDuo in januari 2009 onderdeel van ArboNed. ArboDuo is ontstaan uit het Sociaal Fonds Bouwnijverheid (SFB). ArboDuo is actief in de transportsector en de voedselbranche, maar vooral de bouw.
Verburgt wordt in februari 2009 opgevolgd door Peter van Kleij, afkomstig van Achmea Vitale. In 2011 hernoemt Van Kleij het bedrijf van ArboNed tot 365. De naam werd in 2013 weer terugveranderd.
Eind 2012 neemt ArboNed afscheid van Van Kleij en cfo Marc Dijkstra. Oud-ceo Paul Verburgt neemt het roer vervolgens als ad interim tijdelijk weer over.
Begin juli 2013 kondigt ArboNed aan haar keuringsactiviteiten (ondergebracht in het label 365/KeurCompany) te verkopen aan Meditel per 1 september 2013. Volgens ArboNed zijn de keuringsactiviteiten verkocht om zich zo meer te kunnen richten op de arbodienstverlening en deze te versterken.
Op 1 februari 2014 heeft Mirjam Sijmons als algemeen directeur de tijdelijke functie van Paul Verburgt overgenomen. Sijmons was eerder lid van de hoofddirectie van de ANWB.
Op 11 oktober 2016 werd ze opgevolgd door Henk Hummel.
Op 3 juni 2015 kondigde branchegenoot HumanCapitalCare aan het veel grotere Arboned over te nemen. De holding HumanTotalCare wordt opgericht. HumanTotalCare werkt vanuit verscheidende merken aan de duurzame inzetbaarheid van werkend Nederland, namelijk: ArboNed, HumanCapitalCare, Focus, Mensely en IT&Care.
In 2021 treedt Henk Hummel om gezondheidsredenen af als algemeen directeur en wordt opgevolgd door Nathalie de Geus. De Geus vervulde sinds 1995 diverse management- en directieposities bij Delta Lloyd, Avéro Achmea, Aegon en Ace Company.